# Шах (алмаз)
Алмаз «Шах» (Перст Аллаха) — безукоризненно чистый драгоценный камень массой 88,7 карат, имеет желтовато-бурый оттенок; он не огранён, а лишь отполирован. Форма алмаза — вытянутый природный кристалл-октаэдр, напоминает скошенную ромбическую призму. Один из всемирно известных исторических драгоценных камней, второй по ценности в России после бриллианта «Орлов».
Алмаз «Шах» интересен с нескольких сторон: это выдающийся образец алмазов, характерных для индийских россыпей, и памятник истории Индии, кроме того, объект для изучения применения древних техник гравировки.
Основная хронология истории алмаза:
- 1450 — предположительная дата обнаружения;
- 1591 — первая гравировка, находится во владении Бурхана Второго;
- 1595 — вероятная дата перехода к Великим Моголам;
- 1641 — вторая гравировка, находится во владении Великого Могола Джехан-Шаха
- 1660 — вероятный переход к Аурангзебу;
- 1665 — дата осмотра французом Тавернье во дворце Аурангзеба;
- 1738 — вероятная дата захвата шахом Надиром, перемещение в Иран;
- 1824 — третья гравировка, находится во владении Фатхали-Шаха;
- 1829 — передача российскому императору Николаю I, размещение в Зимнем дворце;
- 1922 — перемещение в Алмазный фонд Московского Кремля[3].

## Кристаллографическое описание
С научной точки зрения «Шах» представляет собой крупный кристалл-октаэдр с характерным для алмазов закруглением рёбер, вытянутый по одному октаэдрическому ребру. В грубой схеме он может быть представлен как удлиненная ромбическая призма с затуплениями на концах в виде двух пирамидальных (доматических) плоскостей. На середине округлых рёбер кристалла в направлении вытянутости нет типичного для алмазов излома. Ясно выражены потоки роста от точки куба к другой точке куба и наоборот. Алмаз даёт выразительный природный блеск, поверхность имеет чешуйчатое строение, весь кристалл прорезан мельчайшими пластинками двойников, которые вырисовываются на гранях в виде тончайших дуг. На глубине 1 мм поверхность камня покрыта сетью волокнистых трещин, идущих параллельно одной из плоскостей спайности.

## История появления
Точное месторождение алмаза неизвестно, поскольку в древней Индии алмазам приписывали магические свойства и тщательно скрывали сведения об их добыче. Легенда гласит, что в 1450 году некий юноша нашёл алмаз «Шах» на берегу реки Кришна недалеко от алмазных копей Голконды и подарил его отцу своей возлюбленной. Однако, согласно мемуарам Жана-Батиста Тавернье, копи Голконды начали разрабатываться только в 1630—1660 годах, а сама Голконда была лишь рынком сбыта камней. Потому алмаз мог быть найден на другом руднике — в обширном алмазоносном районе к востоку от плато Декан, которое простиралось от реки Пеннар севернее Мадраса до рек Сон и Кен. В итоге драгоценный камень попал в руки одного из индийских правителей, но из-за своего желтоватого оттенка (в индуизме идеальный алмаз должен был быть бесцветным и прозрачным) был оценён невысоко и продан на юг Индостана — в султанат Ахмаднагар. Мусульмане ценили алмазы разных оттенков и сочли его приносящим удачу, дав имя «Перст Аллаха».

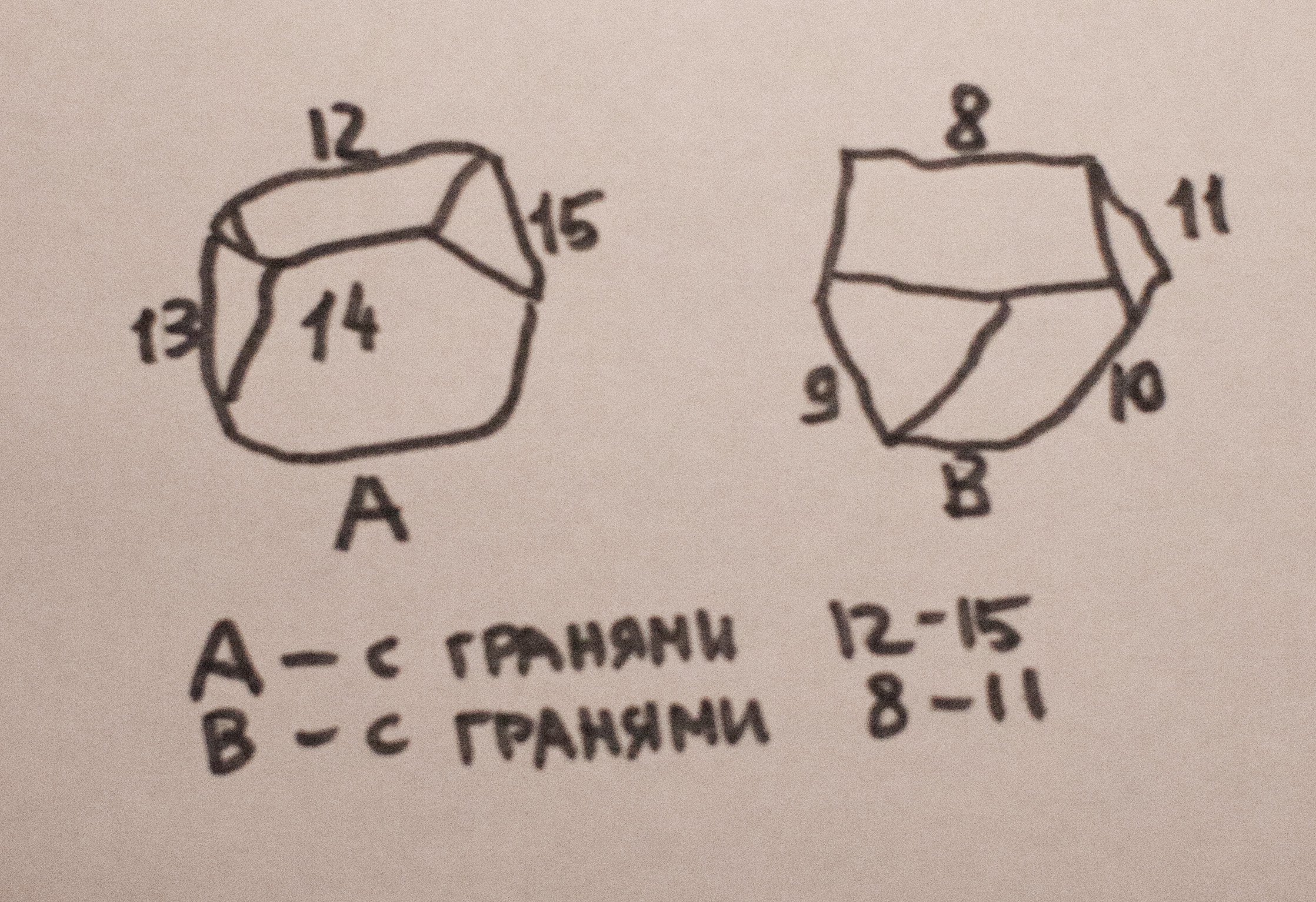
«Головки» алмаза «Шах», схема согласно исследованию Ферсмана

## Гравировки
Ахмеднагарская
Самыми достоверными источниками об истории камня стали три выгравированные на нём надписи, над их расшифровкой работал академик Сергей Фёдорович Ольденбург. Первая и самая древняя из надписей в переводе на русский язык гласит: «Бурхан-Низам-Шах II. 1000 г.» В буквальной русской транскрипции фраза выглядит так: «Брхан сани Нзмшах 1000 снт», три точки рядом с единицей означают три нуля (то есть 1000), а вместе с процарапанными дужками образуют слово «санатун» — год. Поскольку в арабском письме краткие гласные не пишутся, в слове «Бурхан» нет буквы «у», в слове «Низам» отсутствует буква «и», а слово «санат» («год») оказалось вообще без гласных. Гравировку выполнил придворный ювелир султана Бурхана Второго, правителя провинции Ахмаднагар, в 1591 году по григорианскому календарю при пересчёте с мусульманского летоисчисления. На фоне двух других, эта надпись не отличается выразительностью и сложностью исполнения, но уровень гравировки у неё самый глубокий.
Могольская

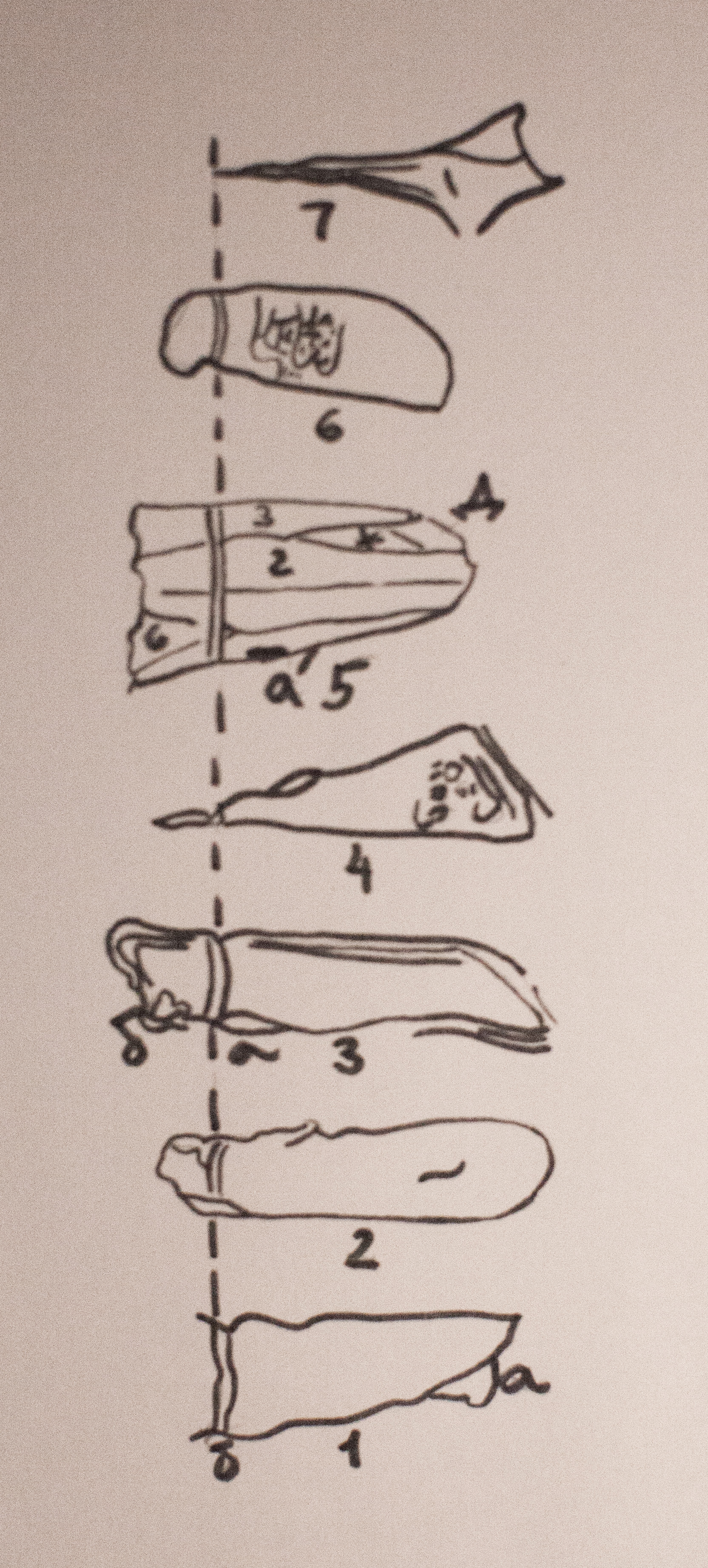
Главные грани алмаза «Шах» согласно исследованию Ферсмана

В 1595 году шах Акбар, правитель империи Великих Моголов, завоевал Ахмаднагар и присвоил себе большую часть сокровищ султана Бурхана Второго. С тех пор «Перст Аллаха» стал династической реликвией Великих Моголов. Спустя почти полвека внук Акбара Шах Джахан I, при котором империя была в расцвете величия, решил увековечить своё имя на этом драгоценном камне. Известно, что Джихан-Шах был увлечён ювелирным искусством и занимался огранкой самоцветов, поэтому есть версия, что именно он отполировал некоторые грани алмаза для увеличения его прозрачности и чистоты. До огранки камень весил 95 карат, после неё — 88,7 карат. Вторая выгравированная надпись в русском переводе означает: «Сын Джехангир-Шаха Джехан-Шах. 1051 г.», она более изысканная и сложная в исполнении. В переводе на христианское летоисчисление, вторая надпись датируется 1642 годом.

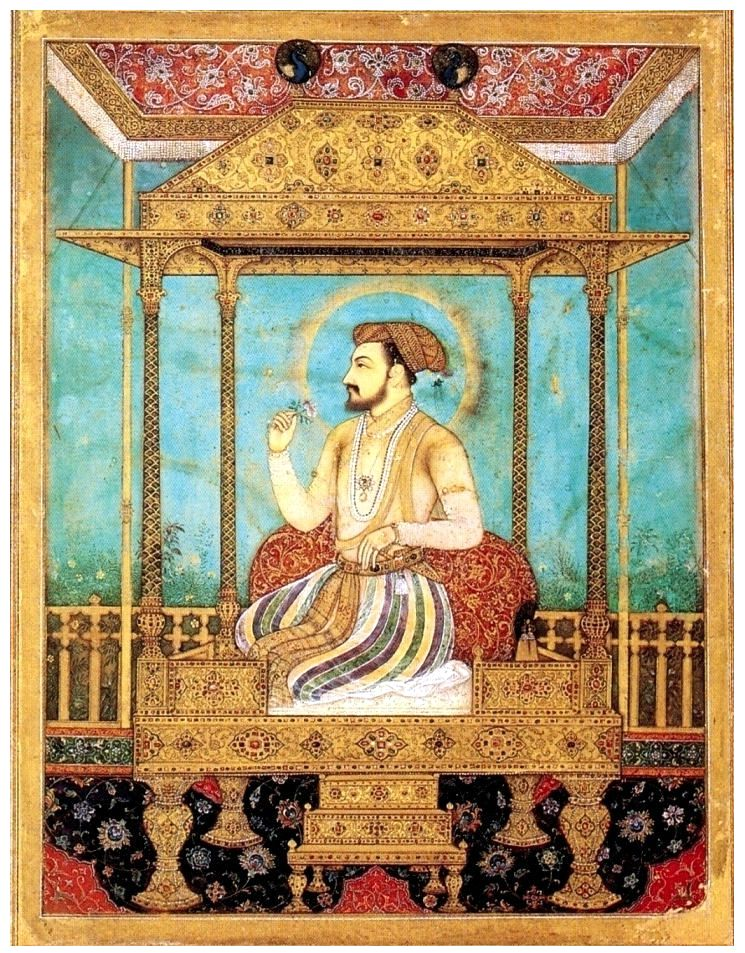
Шах Джахан на Павлиньем троне, ок. 1635

Спустя 16 лет Джихан-Шах тяжело заболел и четверо его сыновей начали между собой борьбу за престол, победителем в которой вышел третий из братьев — Аурангзеб. В 1658 году он стал падишахом Империи Великих Моголов под именем Аламгир I (с персидско-таджикского «Покоритель Вселенной»). В 1665 году его двор посетил знаменитый французский путешественник и купец Жан-Батист Тавернье. Он составил подробную опись богатств из сокровищницы, однако в нём не было сказано об алмазе «Шах». Упоминание камня нашлось в его описании Павлиньего трона — самого роскошного из семи тронов Великих Моголов. Среди россыпи изумрудов, алмазов и рубинов, «Шах» был подвешен на балдахине над троном так, что всё время находился перед глазами правителя. Это объясняет появление глубокой борозды по всему камню — вероятно, по ней его обвивала нить, прикреплённая к балдахину.
Персидская
После смерти Аурангзеба империя Великих Моголов пришла в упадок, в это время про судьбу алмаза мало что известно. Предположительно, он хранился в Джеханабаде, потом оказался в Дели, где в числе прочих сокровищ был захвачен поработившим Индию персидским шахом Надиром. Так камень оказался в Персии и хранился там долгие годы. Спустя сто лет после попадания в Персию по приказу Фатхали-Шаха на камень была нанесена последняя, третья гравировка. До восхода на престол Фатх-Али-Шах носил имя Баба-хан и был племянником основателя династии Каджаров евнуха Ага-Мухаммад-Хана, после смерти которого оказался единственным кровным родственником и претендентом на наследие престола. Фатх-Али-Шах правил с 1797 года, в тридцатилетний юбилей своего правления он повелел гравировать своё имя на знаменитом алмазе, эта третья надпись стала шедевром орнаменталистики. Надпись означает: «Владыка Каджар-Фатхали-Шах Султан. 1242 г.», в русской транскрипции: «Схбкран Каджар Фтх’ли шах алстан 1242».
Техники гравировки
Техники нанесения гравировки на алмаз вызывают отдельный интерес исследователей. Первая надпись с именем Бурхана Второго предположительно была выполнена с помощью другого алмаза. Она наносилась по залитой воском грани алмаза концом тонкой иглы, смазанной жиром (поскольку алмаз не смачивается водой, но прилипает к жировым смесям) и покрытой алмазной крошкой. Мастер гравировщик должен был постоянно набирать алмазный порошок на иглу и процарапывать надпись, такая работа могла занимать месяцы или даже годы.
Круговая борозда глубиной в пол-миллиметра является очень трудной в исполнении, и поразительно, что она была сделана в Индии в начале XVII века. Вторая и третья гравировки алмаза отличаются большей искусностью и сложностью. Исследователи XX века предполагают, что они были выполнены отличным от первой способом. Для нанесения имени из железа отливалось специальное клише с выпуклым инвертированным изображением, оно прикреплялось на плоской грани алмаза с помощью жаропрочной связки (например, глиняной). Алмаз с этой конструкцией помещали в керамический сосуд с древесным углём и нагревали в кузнечном горне — там температура достигала необходимой высоты для нанесения гравировки. Раскаленное железо клише воздействовало на углеродную структуру алмаза, так на нём отпечатывалась надпись. Для более глубокого рельефа процедуру повторяли несколько раз.

## Передача алмаза в Россию

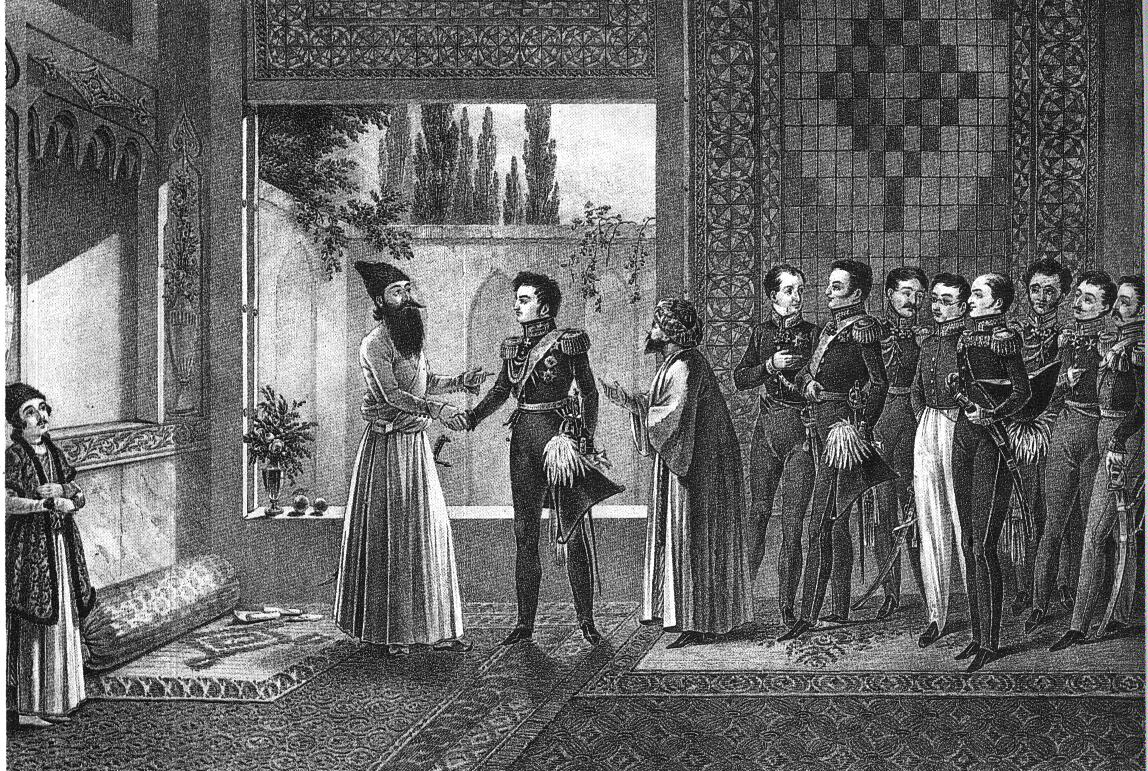
Первое свидание И. Ф. Паскевича с наследником персидского престола Аббас-Мирзою в Дейкаргане 21 ноября 1827 (пятый справа — Грибоедов). Литография с картины Владимира Мошкова, ок. 1828

Согласно самой распространённой версии, алмаз «Шах» был подарен русскому правительству персидским принцем Хосрев-Мирзой, сыном наследника престола Аббаса-Мирзы, в качестве компенсации за убийство Александра Грибоедова во время резни в русском посольстве в Тегеране 30 января 1829 года.
Исторический факт, что принц Хосрев-Мирза весной 1829 года посетил с визитом императорский двор в Петербурге и преподнёс алмаз императору Николаю I. Однако учёные-востоковеды убеждены, что «выкуп за кровь» — всего лишь легенда. В действительности же дипломатическая миссия персидского принца имела несколько другие цели. Туркманчайский договор 1828 года обязал Персию выплатить России контрибуцию в 10 куруров (20 млн рублей). К декабрю 1828 года Персидский двор смог выплатить только 8 куруров. Миссия принца привезла большие ценности — не только «Шах», но и другие, которые должны были погасить оставшуюся часть контрибуции: драгоценные камни, ценные манускрипты, золото, арабских скакунов и кашмирские ковры. Как установил в 1923 году ирановед Владимир Минорский, русское правительство не требовало платы за пролитую кровь русской делегации, а только прислать посольство с извинениями и наказать виновных.
Вместе с тем следует отметить следующее: официальная позиция Гохрана России (в состав которого входит выставка «Алмазный фонд»), подкрепленная проведенным специальным научным исследованием, состоит в следующем: «алмаз „Шах“ был привезён в Российскую Империю из Персии „Извинительным посольством“ в числе богатых даров от Фатх-Али-шаха в связи с трагическими событиями, имевшими место в январе 1829 года в Тегеране, когда фанатично настроенная толпа устроила разгром русской миссии, результатом которого стало убийство русского посла и дипломата Александра Сергеевича Грибоедова».
После визита Хосрев-Мирзы император Николай I простил Персии остаток контрибуции и передал его дипломатической миссии столь богатые дары от русской короны, что для их перевозки потребовалось 193 лошади и 16 повозок. Главной причиной снисхождения императора, проявленного к Персии, стал её нейтралитет во время Русско-турецкой войны 1828—1829 гг.
До конца XIX века в России алмаз называли именем привезшего его принца Хосрев-Мирзы. В 1898 году опись драгоценностей русской короны упоминает его под номером 38/37 следующим образом:
Солитер (крупный алмаз) Хозрев-Мирза неправильной фацеты (грани) — 86 7/16 карат. Поднесён в 1829 году персидским принцем Хозрев-Мирзой и доставлен на хранение от г. министра Имп. Двора при письме за № 3802.
Алмаз был помещён в подвальный сейф Зимнего дворца, а после Октябрьской революции вместе с другими сокровищами перевезён в Оружейную палату Московского Кремля. С 1922 года алмаз «Шах» хранится в Алмазном фонде Московского Кремля.

## История изучения камня
Детальная характеристика структуры кристалла
- Грань 1 — длина 24 мм, высота 11 мм; отполирована вместе с фацеткой 1б
- Грань 2 — длина 33 мм, ширина 8 мм; отполирована вместе с фацеткой 2б
- Грань 3 — природная октаэдрическая грань; содержит отполированные фацетки 3а и 3б
- Грань 4 — природная грань, подшлифована в месте гравировки. Нанесена надпись 34 мм (первая в хронологическом порядке)
- Грань 5 — включает ряд отполированных фацеток а, б, в, г, з и совмещённую фацетку д и ж, часть д по-видимому недоработана
- Грань 6 — отполированная грань с длиной верхнего ребра в 23 мм, содержит вторую по хронологии гравировку
- Грань 7 — природная грань, округлённое ребро октаэдра

Конец В:

- Грань 8 — отполированная грань, содержит третью по хронологии гравировку
- Грань 9, 10, 11 — природные грани октаэдра

Конец А:

- Грань 14, 15 — природные грани октаэдра

Первым среди русских учёных, увидевших алмаз «Шах», стал известный писатель и востоковед Осип Иванович Сенковский. Он осмотрел камень в присутствии царских чиновников прямо в вечер передачи алмаза Николаю I принцем Хозрев-Мирзой, а позднее прочитал и дал толкование выгравированных на алмазе надписей. В том же 1829 году алмаз описал немецкий минералог Густав Розе, но скорее всего его анализ основывался не на реальном камне, а на свинцовой модели. В описании он подробно охарактеризовал структуру граней и форму алмаза, но очень поверхностно и осторожно упомянул его цвет и воду. Записи Розе в дальнейшем использовались многими авторами при составлении энциклопедий, автор каждой из которых допускал неточности касательно цвета и массы «Шаха».
В 1922 году было проведено первое настоящее научное изучение алмаза. Камень исследовал русский академик Александр Евгеньевич Ферсман: он измерил углы граней, тщательно изучил надписи и структуру кристалла. Согласно заключению Ферсмана, цвет и вода (качественный показатель в описании алмазов) не могли считаться безукоризненным из-за желтовато-бурого оттенка камня и наличия тонких волосных трещинок в его глубине. Однако Ферсман признал выдающиеся чистоту и прозрачность камня. В структуре камня он выделил восемь граней с частями округлых рёбер и 15 искусственно отшлифованных фацеток. Также он обнаружил, что круговая борозда была сделана между нанесением второй и третьей гравировок, что подтвердило версию о том, что «Шах» свисал с балдахина Павлиньего трона.

## Список литературы
1. А. Е. Ферсман. Кристаллография алмаза / Д. С. Белянкин, И. И. Шафрановский. — Ленинград: Издательство Академии наук СССР, 1955. — С. 459. — 547 с. — 5000 экз.
2. А. Е. Ферсман. Занимательная минералогия / А. А. Кухаренко. — 4. — Ленинград: Детская литература, 1975. — 238 с.
3. Н. И. Корнилов, Ю. П. Солодова. Ювелирные камни. — 2. — Москва: Недра, 1987. — 282 с.
4. В. А. Милашев. Алмаз. Легенды и действительность / А. Н. Олейников. — 2. — Ленинград: Недра, 1981. — С. 37. — 161 с.
5. А. К. Бурцев, Т. В. Гуськова. Драгоценные камни / З. И. Едигарян. — Москва: Примат, 1992. — 128 с.
6. Ермановская А. Э., Згурская М. П., Корсун А. Н., Лавриненко Н. Е. Акбар - великий из Великих // Загадки истории. Факты. Открытия. Люди / Мезенцева Е. В.. — Харьков: Фолио, 2013. — С. 239. — 639 с. — ISBN 978-966-03-6275-8.#Homa Katouzian, Mohamad Tavakoli. Iranian-Russian Encounters: Empires and Revolutions Since 1800 / Stephanie Cronin. — New York: Routledge, 2013. — С. 77. — 432 с. — (Iranian Studies). — ISBN 978-0-415-62433-6.

- Валаев Р. Г. Новеллы о драгоценных камнях. — Радянський письменник, 1970.
- На Викискладе есть медиафайлы по теме Шах (алмаз)